# Pratibha Parmar
Pratibha Parmar é uma cineasta britânica que trabalha como diretora, produtora e escritora. Ela é conhecida internacionalmente por seus documentários políticos frequentemente controversos, bem como pelo seu ativismo dentro dos movimentos feminista e lésbico. Ela tem colaborado com muitos artistas e ativistas de renome e figuras públicas em todo o mundo. Focalizando a sua lente nas comunidades e povos privados de direitos, a sua contribuição para os direitos humanitários e a educação a nível mundial tem sido crucial. Seus filmes são marcados pela complexidade política e pela riqueza visual, abordando os temas da força feminina, da opressão racial e cultural e das vidas das pessoas sul-asiáticas LGBT. Ela é conhecida por usar o humor e a sagacidade para retratar a vida cotidiana das mulheres e criar histórias visionárias para articular as realidades e sonhos de feministas, mulheres LGBT e sobre a vida diaspórica do Sul da Ásia.
Suas obras tipicamente centram-se em torno dos temas de gênero, identidade, questões, raça, "feminismo e criatividade". Parmar pretende narrar e descrever histórias e experiências não contadas de grupos tradicionalmente marginalizados e sub-representados, tais como mulheres afro-americanas na década de 1970, sobreviventes de mutilação genital feminina e comunidades gays sub-representadas no Sudeste Asiático.
O documentário Warrior Marks (1993), ganhador de prêmios, feito em colaboração com Alice Walker, ganhadora do Prêmio Pulitzer  (autora de A Cor Púrpura), situou Parmer em conversas múltiplas sobre a globalização e responsabilidades das mulheres em relação a outras mulheres. Parmar co-publicou Warrior Marks|Warrior Marks: Female Genital Mutilation and the Sexual Blinding of Women com Walker.
Parmar também fez videoclipes para Morcheeba, Tori Amos, Ghostlands e Midge Ure.
No outono de 2007, Pratibha Parmar recebeu o Visionary Award by the One no Ten Film Festival pelo conjunto de sua obra, e também recebeu o San Francisco Frameline Film Festival Lifetime Achievement Award. Em 2016, foi eleita uma das 100 Mulheres mais importantes do ano na BBC.

## Filmografia

### Filmes
- Nina's Heavenly Delights (2006)

### Curtas
- Playing Dead (2008)
- Sita Gita (2000)
- Wavelengths (1997)
- Memsahib Rita (1994)

### Documentários
- Alice Walker: Beauty in Truth (2011)
- Diversity in Motion (2008)
- Brimful of Asia (1999)
- The Righteous Babes (1998)
- Jodie: An Icon (1996)
- The Colour of Britain (1994)
- Warrior Marks (1993)
- Double the Trouble Twice the Fun (1992)
- A Place of Rage (1991)
- Khush (1991)
- Flesh and Paper (1990)
- Bhangra Jig (1990)
- Memory Pictures (1989)
- Sari Red (1988)
- Reframing AIDS (1987)
- Emergence (1986)

### Televisão
- Doctors – série dramática da BBC 1 (2002), vários episódios

### Como autora
- Pocket Sized Venus in Femmes of Power: Exploding Queer Femininities, Del LaGrace Volcano and Ulrika Dahl. Serpent’s Tail, 2008.
- Warrior Marks: Female Genital Mutilation and the Sexual Blinding of Women. Co-autora com Alice Walker. Harcourt Brace in the U.S. and Jonathan Cape in the U.K, November 1993.
- Queer Looks: An Anthology of Writings about Lesbian and Gay Media. Co-editado com Martha Gever & John Greyson. Routledge, New York & London, October 1993.
- "Perverse Politics", in Feminist Review, No 34, 1991.
- The Politics of Articulation in Identity: Community, Culture, Difference. Edited by J. Rutherford. Lawrence & Wishart, 1990.
- Emergence II in Storms of the Heart. Edited by Kwesi Owusu. Camden Press, 1989.
- "Other Kinds of Dreams: An interview with June Jordan", in Feminist Review, 1988.
- "Rage and Desire: Confronting Pornography", in Feminism, Pornography and Censorship. Edited by J. Dickey & C. Cheste. Published by Prism Press, 1987.
- "Challenging Imperial Feminism with Valerie Amos", in Feminist Review (1984) and reprinted several times in various publications and anthologies including Feminism & Race. Oxford University Press, 2000.
- "Asian Women – Race, Class and Culture", in The Empire Strikes Back: Race and Racism in Britain in the 1980s. CCCS, University of Birmingham. Hutchinson, 1982.

### Como editora
- Charting the Journey: Writings by Black and Third World Women. Sheba Feminist Press, 1984.
- Through the Break: Women and Personal Struggle. Sheba Feminist Press, 1984.
- "Hateful Contraries: Images of Asian Women in the Media". Ten 8 Magazine, 1984.
- "Many Voices, One Chant: Black Feminist Perspectives". Feminist Review, 1982.
- The Empire Strikes Back: Race and Racism in Britain in the 1980s. CCCS, University of Birmingham. Hutchinson, 1982.